# Cirkus (Sztokholm)
Cirkus (lub też Cirkus Arena och Restaurang AB) – klub muzyczny znajdujący się na wyspie Djurgården w Sztokholmie. Pierwotnie miejsce to było wykorzystywane jako cyrk (stąd też nazwa Cirkus). Obiekt otwarty został 25 maja 1892 roku. Pojemność obecnie wynosi 1650 miejsc. Odbywają się tu między innymi koncerty i sztuki teatralne.

## Historia
Francuski cyrkowiec Didier Gautier po otrzymaniu obywatelstwo Szwecji w 1830 roku, uzyskał pozwolenie na budowę obiektu cyrkowego na wyspie Djurgården w Sztokholmie. W 1869 roku sprzedał on obiekt, który został odbudowany w na przełomie 1890/1891 roku po dotkliwym pożarze. Architektem budynku został szwed Ernst Haegglund. Został on odbudowany na miejscu starego cyrku Mothanders manege. Na przełomie 1931/1932 obiekt został przebudowany na teatr, dodano także scenę. Architektem został Torsten Stubelius.
Cirkus jest także znanym klubem muzycznym, organizującym koncerty. Swoje występy dawali tu między innymi: Bob Dylan, Ozzy Osbourne, B.B. King, Jethro Tull, Roxette, Alice in Chains, Leonard Cohen, INXS, Faith No More, Tori Amos, Marillion, Stone Temple Pilots, The Black Crowes, Dream Theater, Queensrÿche, Machine Head, Danzig, Primus, Paradise Lost, Rainbow, Cathedral, Motörhead, Foo Fighters, Black Sabbath, Iron Maiden, Bruce Springsteen, Def Leppard, Status Quo, Type O Negative, Korn, Johnny Cash, Mike Oldfield, Robbie Williams, Iggy Pop, Muse, The Smashing Pumpkins, Gary Moore, Nick Cave, Robert Plant, Oasis, Neil Young, The Rolling Stones, Lou Reed, Jean Michel Jarre, Opeth, Queens of the Stone Age, Arctic Monkeys, Blondie.